# Jerónimo Méndez
Jerónimo Méndez Arancibia (Chañaral, 25 de setembro de 1887 - Santiago, 14 de junho de 1959) era um político chileno que foi presidente do país de 25 de novembro de 1941 a 2 de abril de 1942.
Méndez nasceu em Chañaral, onde completou os estudos secundários. Em 1914 graduou-se com um MD da Universidade do Chile. O presidente Pedro Aguirre Cerda nomeou-o ministro do Interior. Com a morte do Presidente Aguirre Cerda, em 25 de novembro de 1941, ele se tornou presidente provisório. A eleição presidencial posterior foi vencida por Juan Antonio Ríos, em 1 de fevereiro de 1942.

## Biografia
Jerónimo Méndez Arancibia era filho de Jerónimo Méndez e Clotilde Arancibia. Se casou com Amelia Toyos Reales com quem teve cinco filhos.
Se formou em medicina na Universidade do Chile 1914. Foi diretor do hospital de Coquimbo (1924-1944). Foi prefeito de Coquimbo entre 1932 e 1935. Foi Senador por Atacama e Coquimbo, entre 1933 e 1941.
Foi nomeado por Pedro Aguirre Cerda ministro do Interior, foi presidente provisório do Chile e teve o objetivo de convocar eleições. As eleições se realizaram em 1 de fevereiro de 1942, o vencedor foi o candidato Juan Antonio Ríos Morales.